# Nick Bakay
Nick Bakay (Búfalo, Nueva York, 8 de octubre de 1959) es un escritor, actor, actor de doblaje, comediante y reportero. 

## Carrera
Bakay es reconocido por haber sido el que le da la voz a Salem Saberhagen, en la sitcom de la TV estadounidense Sabrina the Teenage Witch (en donde también trabajó como escritor). También, trabajó en Sabrina, the Animated Series, y como la voz de Norbert en The Angry Beavers.
Bakay es también un ávido periodista deportivo y comentarista. Escribe una columna semanal en NFL.com llamada "Nick Bakay's Manly House of Football" (La Varonil Casa de Fútbol de Nick Bakay), además de escribir, ocasionalmente, columnas para as ESPN.com y para la revista de ESPN. Aparece en Sportscenter por ESPN, los días miércoles y jueves por la mañana durante la temporada NFL, y frecuentemente hace segmentos en el programa "NFL Total Access" on NFL Network. Bakay también ha sido el anfitrión de muchos episodios de Up Close y Talk2, además de haber contribuido con Jim Rome Is Burning y muchos otros programas deportivos. 
Al principio de su carrera, escribió historias para la historieta Frenchy the Clown, la cual aparecía en la revista National Lampoon. Durante los años 1993 y 1994, trabajó como escritor en la comedia In Living Color, y apareció como Stu Dunfy, el anfitrión de un programa de televisión ficticio, The Dirty Dozens. También trabajó en Comedy Central, escribiendo y apareciendo en numerosos programas.
Comenzando en el 2000, Bakay trabajó como productor en la comedia de la CBS, The King of Queens, en la cual también escribió y actuó en muchos episodios. 
En 2006, Bakay creó, escribió, e hizo la voz de una caricatura para Comedy Central llamada "The Adventures of Baxter & McGuire", la cual fue recientemente nominada para un premio Emmy en la categoría de Mejor Comedia.
Actualmente, trabaja como productor y hace las voces de algunos personajes en la comedia de FOX, "'Til Death".

## Apariciones como estrella invitada
Bakay apareció como estrella invitada en muchas comedias televisivas. En el episodio de Seinfeld "The Smelly Car", Bakay personificó al novio de Elaine, quien, al principio del episodio, se siente muy bien, porque "saquea y roba", pero más tarde descubre que no puede seguir saliendo con Elaine por el intenso aroma corporal que la muchacha había adquirido al estar en el auto de Jerry. En el episodio de That 70's Show llamado "Ski Trip", personifica a Gus, un camionero homosexual, quien se siente atraído por Kelso. También tuvo un papel como reverendo en el programa King of Queens del cual también fue productor. 
Bakay hizo el papel de "Salem" en las series televisivas Los Simpson y Boy Meets World. Bakay fue también panelista en dos talk shows nocturnos, Night After Night with Allan Havey y el programa de Dennis Miller. También hizo la voz de Norbert en el programa The Angry Beavers.

## Vida personal
Bakay cursó sus estudios en la universidad Kenyon, en la ciudad de Gambier, Ohio, y luego en la Universidad Southern Methodist. Bakay conoció a su esposa, Robin, trabajando en Comedy Central, en donde ella se dedicaba a escribir y producir publicidades. Se casaron en febrero de 1994, y en la actualidad viven juntos en West Hollywood, junto con un perro y dos gatos, uno de los cuales se llama Salem.